# Hydriomena ameliata
Hydriomena ameliata là một loài bướm đêm trong họ Geometridae.